# Кошевский, Константин Петрович
Константин Петрович Кошевский (наст. фамилия: Скляр; 18 (30) сентября 1895, Шульговка — 14 марта 1945, Киев) — украинский советский актёр и режиссёр, один из основателей и режиссёр Киевского украинского драматического театра им. И. Я. Франко; заслуженный деятель искусств Узбекской ССР (1944).

## Биография
Кошевский работал на шахтах Донбасса, выступал в шахтёрском драмкружке. С 1914 года — артист Екатеринославской оперы. В 1918—1919 годах работал в «Молодом театре» в Киеве, в течение 1920—1921 годов — в киевском Первом театре Украинской Советской Республики им. Шевченко.
В 1922—1930 и 1934—1945 годах работал в украинском драматическом театре им. Ивана Франко (изначально — в Виннице, с 1926 года театр находится в Киеве). Основу труппы винницкого театра составляли Феодосия Барвинская, Амвросий Бучма, Валентина Варецкая, Алексей Ватуля, Константин Кошевский, Василий Кречет, Марьян Крушельницкий, Семён Семдор, Владимир Сокирко, Александр Юра-Юрский, Терентий Юра.
С 1930 по 1931 год работал в Одесской государственной драме, в 1932—1933 годах — в Днепропетровском украинском драматическом театре им. Шевченко.
В его творчестве постановки таких спектаклей: «Платон Кречет» А. Корнейчука (1934), «Маруся Богуславка» М. Старицкого (1941), «Русские люди» К. Симонова (1943), «Последние» М. Горького, «Проделки Скапена» Мольера. Снимался в кино («Джимми Хиггинс», 1928; «Партизаны в степях Украины», 1942).
Написал пьесы «Блуждающие огни» и «Будни».